# Wellen-Demoiselle

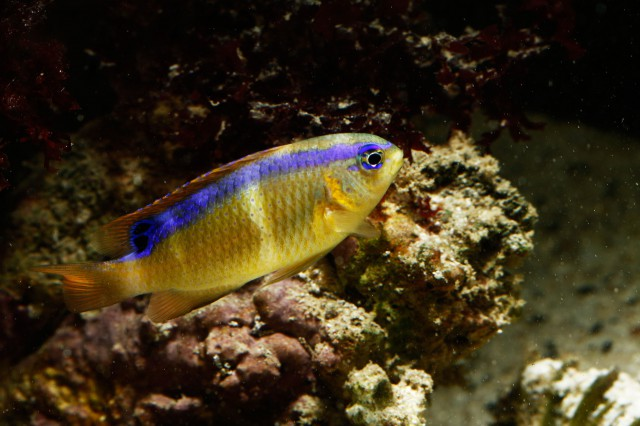
Gelbe Morphe von Chrysiptera brownriggii

Die Wellen-Demoiselle (Chrysiptera brownriggii) ist eine Art aus der Familie der Riffbarsche (Pomacentridae). Die Fische bewohnen flache, wellenexponierte Bereiche der Korallenriffe des tropischen Indopazifiks. Das Verbreitungsgebiet reicht von der Ostküste Afrikas bis zum südlichen Japan im Norden und den Marquesas und Gesellschaftsinseln im Osten.

## Merkmale
Die Fischart erreicht eine Maximallänge von 8 cm und hat einen stämmigen Körper, dessen Standardlänge beim 2,3 bis 2,5-fachen der Körperhöhe liegt. Die Art tritt in zwei farblich unterschiedlichen Morphen auf. Die Leucopoma-Morphe ist überwiegend gelb gefärbt mit einem blauen Rücken; die Amabilis-Morphe ist grau, bräunlich oder schwärzlich mit einem hellen, senkrechten Streifen auf der Körpermitte und einem weiteren hellen Streifen auf dem Schwanzstiel. Im hinteren, weichstrahligen Rückenflossenbereich zeigen die Fische einen blau umrandeten, schwarzen Augenfleck. Jungfische ähneln für gewöhnlich der gelben Morphe.
- Flossenformel: Dorsale XII–XIII/12–13, Anale II/11–12, Pectorale 18–19.
- Schuppenformel: SL 18–19.
- Kiemenreusenstrahlen: 19–21.

## Lebensweise
Die Art bewohnt besonders dem Seegang ausgesetzte Riffbereiche von der Wasseroberfläche bis in Tiefen von 12 Metern. Dabei wird die braune Morphe besonders häufig auf dem besonders starken Wellengang ausgesetzten Riffkamm, die gelbe eher im Strömungsschatten an den Seiten oder in Riffkanälen gesehen. Die Wellen-Demoiselle ernährt sich vor allem von Algen und kleinen Krebstieren und lebt in kleinen Gruppen, wobei jedes Exemplar über ein Kleinstrevier verfügt. Wie alle Riffbarsche laichen sie auf festen Substraten. Die Männchen bewachen und putzen die Eier, bis die Larven schlüpfen.

## Systematik

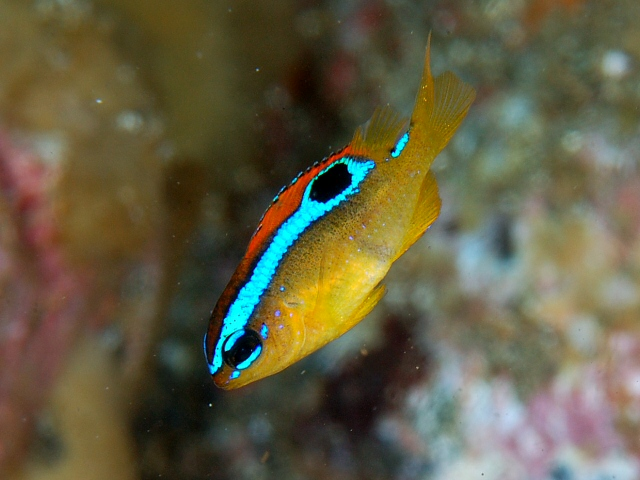
Jungfisch

Die Wellen-Demoiselle wurde 1828 durch den britischen Offizier und Naturforscher John Whitchurch Bennett unter der Bezeichnung Chaetodon brownriggii erstmals wissenschaftlich beschrieben und nach Robert Brownrigg benannt, dem damaligen Gouverneur von Britisch-Ceylon. 1830 veröffentlichten die französischen Zoologen Georges Cuvier und Achille Valenciennes eine Beschreibung der gelben Morphe als eigenständige Art unter der Bezeichnung Glyphisodon leucopomus und 1884 beschrieb der britisch-australische Zoologe Charles Walter De Vis die braune Morphe als Glyphidodon amabilis. Beide Namen wurden später mit Chrysiptera brownriggii synonymisiert.
Die Wellen-Demoiselle gehört heute zur Gattung Chrysiptera, die 1839 durch den englischen Naturforscher William Swainson als Untergattung von Glyphisodon (jetzt eine Synonym von Abudefduf) eingeführt wurde. Chrysiptera ist aber nicht monophyletisch, sondern besteht aus mindestens drei Kladen mit unterschiedlicher Stellung innerhalb der Riffbarschunterfamilie Pomacentrinae. Chrysiptera brownriggii bildet zusammen mit Chrysiptera unimaculata, der ebenfalls in einer gelben und einer braunen Morphe auftritt, Chrysiptera biocellata, Chrysiptera caeruleolineata, Chrysiptera flavipinnis und Chrysiptera glauca eine dieser Kladen.